# فص موسى
فَصّ موسى نوع من الصدف صغير 